# Bản quyền phát sóng Giải vô địch bóng rổ thế giới 2023
Giải vô địch bóng rổ thế giới 2023 là một giải đấu bóng rổ diễn ra từ ngày 25 tháng 8 năm 2023 đến ngày 10 tháng 9 năm 2023 tại Philippines, Nhật Bản và Indonesia với sự tham dự của 32 đội tuyển bóng rổ xuất sắc nhất đến từ 4 liên đoàn thành viên của Liên đoàn Bóng rổ Quốc tế. Giải đấu sẽ được phát sóng trên toàn thế giới.

## Phát sóng
| Quốc gia và vùng lãnh thổ | Đơn vị sở hữu bản quyền       | Tham khảo            |
| ------------------------- | ----------------------------- | -------------------- |
| Andorra                   | RTVE                          | [ 3 ] [ 4 ]          |
| Angola                    | RDP África (phát thanh)       | [ 5 ]                |
| Úc                        | ESPN                          | [ 6 ]                |
| Các nước Baltic           | TV3 Group                     | [ 7 ]                |
| Bỉ                        | VOO Sport                     | [ 8 ]                |
| Bosna và Hercegovina      | Sport Klub                    | [ 9 ]                |
| Brasil                    | ESPN                          | [ 10 ]               |
| Bulgaria                  | Diema Sport                   | [ 9 ]                |
| Canada                    | Sportsnet                     | [ 11 ]               |
| Cabo Verde                | RTC                           | [ 12 ]               |
| Trung Quốc                | CCTV Tencent Migu TV          | [ 12 ] [ 13 ]        |
| Croatia                   | Sport Klub                    | [ 9 ]                |
| Síp                       | Novasports                    | [ 9 ]                |
| Cộng hòa Séc              | ČT Saran Media                | [ 7 ] [ 14 ]         |
| Cộng hòa Dominica         | CDN Deportes                  | [ 15 ]               |
| Phần Lan                  | Nelonen Media                 | [ 16 ]               |
| Pháp                      | France Telévision beIN Sports | [ 17 ] [ 18 ]        |
| Gruzia                    | GPB                           | [ 12 ]               |
| Đức                       | Magenta Sport                 | [ 19 ]               |
| Hy Lạp                    | ERT Novasports                | [ 9 ] [ 20 ]         |
| Guinea-Bissau             | RDP África (phát thanh)       | [ 5 ]                |
| Iceland                   | RÚV                           | [ 21 ]               |
| Ấn Độ                     | FanCode                       | [ 22 ]               |
| Indonesia                 | MNC Media                     | [ 23 ]               |
| Ý                         | DAZN RAI                      | [ 24 ] [ 25 ]        |
| Bờ Biển Ngà               | RTI                           | [ 12 ]               |
| Nhật Bản                  | TV Asahi Nippon TV DAZN       | [ 26 ] [ 27 ] [ 28 ] |
| Jordan                    | JRTV                          | [ 12 ]               |
| Khu vực Mỹ Latin          | Torneos                       | [ 29 ]               |
| Liban                     | LBCI                          | [ 30 ]               |
| Luxembourg                | VOO Sport                     | [ 8 ]                |
| Malaysia                  | Astro SuperSport              | [ 31 ]               |
| Liên đoàn Ả Rập           | beIN Sports                   | [ 18 ]               |
| Mông Cổ                   | Central TV Premier Sports     | [ 32 ]               |
| Montenegro                | Sport Klub TV Vijesti         | [ 9 ] [ 33 ]         |
| Mozambique                | RDP África (phát thanh)       | [ 5 ]                |
| New Zealand               | TVNZ                          | [ 34 ]               |
| Bắc Macedonia             | Sport Klub                    | [ 9 ]                |
| Thái Bình Dương           | Digicel                       | [ 35 ]               |
| Papua New Guinea          | Digicel                       | [ 35 ]               |
| Philippines               | Cignal Smart PTV              | [ 36 ] [ 37 ] [ 38 ] |
| Ba Lan                    | TVP                           | [ 7 ]                |
| Bồ Đào Nha                | RDP África (phát thanh)       | [ 5 ]                |
| Puerto Rico               | WAPA-TV                       | [ 39 ]               |
| Nga                       | Match TV                      | [ 40 ]               |
| San Marino                | DAZN RAI                      | [ 24 ] [ 25 ]        |
| São Tomé và Príncipe      | RDP África (phát thanh)       | [ 5 ]                |
| Serbia                    | Sport Klub RTS                | [ 9 ]                |
| Slovakia                  | RTVS                          | [ 41 ]               |
| Slovenia                  | Sport Klub Šport TV           | [ 9 ] [ 42 ]         |
| Hàn Quốc                  | Coupang                       | [ 43 ]               |
| Nam Sudan                 | MTN                           | [ 2 ]                |
| Tây Ban Nha               | RTVE                          | [ 3 ] [ 4 ]          |
| Châu Phi Hạ Sahara        | StarTimes Sports              | [ 44 ]               |
| Thụy Điển                 | SVT                           | [ 45 ]               |
| Đài Loan                  | ELTA                          | [ 46 ]               |
| Thổ Nhĩ Kỳ                | S Sport                       | [ 47 ]               |
| Ukraina                   | XSPORT                        | [ 48 ]               |
| Hoa Kỳ                    | ESPN                          | [ 49 ]               |